# Tzeltalia calidaria
Tzeltalia calidaria är en potatisväxtart som först beskrevs av Paul Carpenter Standley och Steyerm., och fick sitt nu gällande namn av E. Estrada och M. Martinez. Tzeltalia calidaria ingår i släktet Tzeltalia och familjen potatisväxter. Inga underarter finns listade i Catalogue of Life.